# 高井幸三
高井 幸三（たかい こうぞう、1856年（安政3年11月） - 1937年（昭和12年）2月19日）は、日本の政治家。衆議院議員（2期）。

## 経歴
摂津国島上郡(のち大阪府三島郡如是村→高槻町、現・高槻市)生まれ。漢籍を学ぶ。東五百住村(のち如是村)外四ヶ村戸長、如是村長、所得税調査委員、徴兵参事員、茨木銀行、高槻貯蓄銀行、大阪農工銀行各取締役、真宗生命保険(株)専務取締役となる。
1890年の第1回衆議院議員総選挙において大阪5区から無所属で立候補するが次点で落選した。1892年の第2回衆議院議員総選挙で近畿倶楽部から再び立候補して初当選した。1894年3月の第3回衆議院議員総選挙では国民協会から立候補して再選した。同年9月の第4回衆議院議員総選挙では国民協会から立候補したが落選した。衆議院議員は2期務めた。1937年に死去した。